# Capo Gata

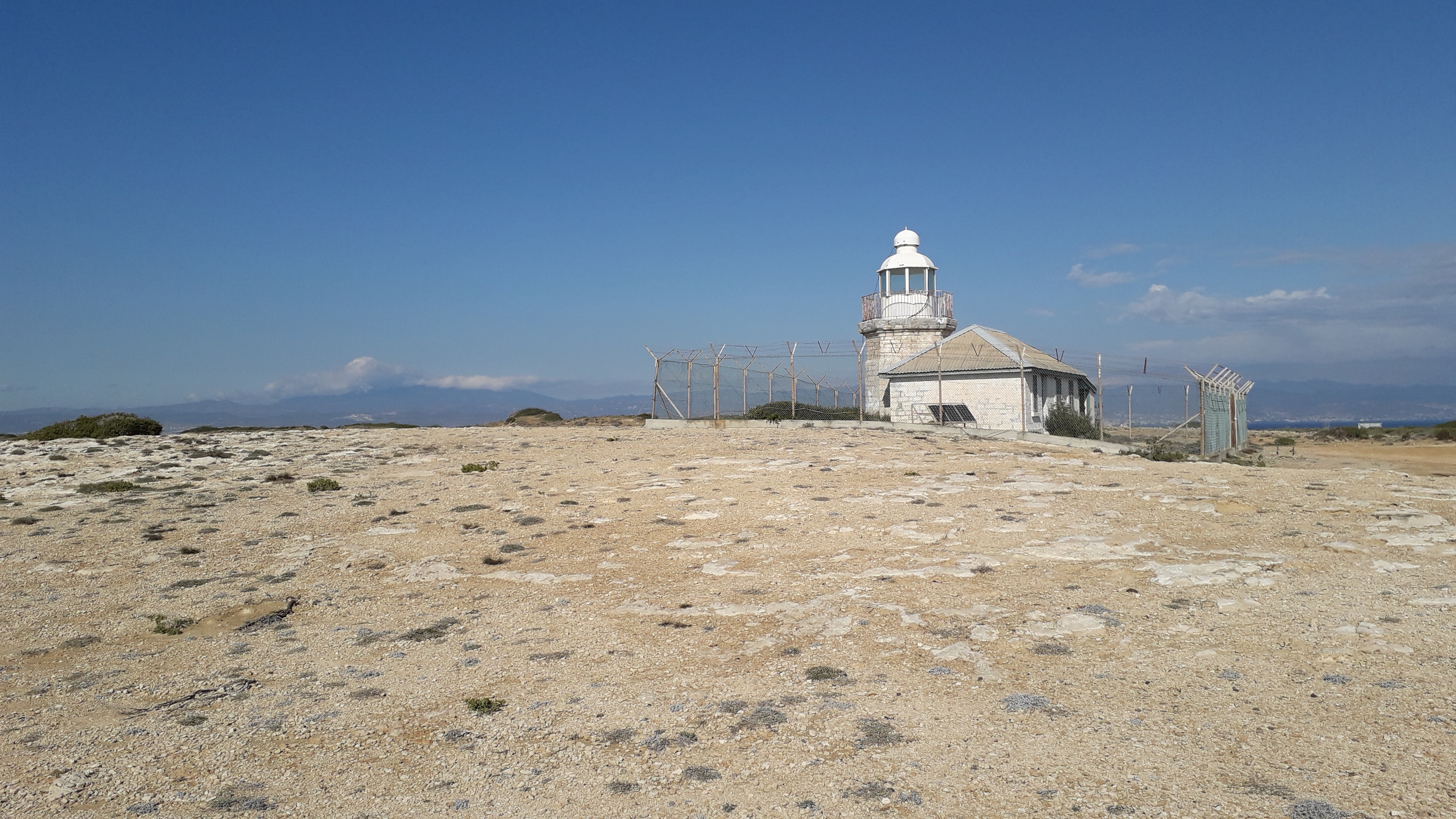
Faro di Capo Gata

Capo Gata (in greco Κάβο Γάτα?, in turco Doğan Burnu") è il promontorio sud-orientale della penisola di Akrotiri, sull'isola mediterranea di Cipro. Si trova all'interno dei territori britannici ed è il punto più meridionale dell'isola. Tuttavia, le basi sovrane non fanno parte della Repubblica di Cipro o dell'Unione europea, il cui punto più meridionale si trova vicino al confine tra le due (34° 39'N).